# 亞琛會議
亞琛會議（The Congress of Aix-la-chapelle）是1818年四國同盟召開的首次和議，是十九世紀初歐洲協調機制的組成部分。參與國共有俄羅斯、奧地利、普魯士及英國，會議在普魯士萊茵河區的亞琛召開。

## 會議內容

### 法國地位
1818年，由於法國已付清所有賠款，列強因此聚首一堂討論與法國將來的關係，決定恢復其平等的國際地位，列強更與法國結盟，並將四國同盟發展成為五國同盟。

### 南美殖民地叛變
在拿破崙時期，西班牙及其南美殖民地享有很大程度的自由。當西班牙的正統君主復辟後，便重新恢復了對其殖民地的控制，這引致各殖民地相繼地公開叛變，沙皇亞歷山大一世建議列國幫助西班牙國王鎮壓在南美各殖民地的革命。不過英國外相卡蘇里和奧地利外相梅特涅反對這些建議，並密謀在會議上不讓其獲得通過。卡蘇里堅持，西班牙的殖民地出現叛變是西班牙的內政問題，與聯盟各國的利益無關。梅特涅更不想讓沙皇在歐洲事務上取得過多的影響力，結果，對西班牙殖民地叛變問題及沙皇的建議便不了了之。

### 國際裁軍及組建多國聯軍
沙皇亞歷山大一世在會議上推銷其裁軍及組織多國部隊的想法，以解決海盜問題；無獨有偶，普魯士的腓特烈威廉三世建議，在英國的威靈頓公爵阿瑟·韋爾斯利的指揮下於比利時進駐一支聯軍，以作為在歐洲鎮壓革命的常駐力量；卡蘇里也建議由列強成立一支海軍，有權搜查船隻有無進行奴隸貿易。不過上述建議全都無疾而終。卡蘇里和梅特涅不想讓沙皇藉國際軍隊的成立在歐洲事務上取得過多的影響力；英國也認為歐洲的內政，列強無權干涉，故反對普魯士的建議；而各國對英國的防盜聯合艦隊建議加以反對，認為這樣會使擁有最大海軍軍力的英國權力過大，干涉別國的貿易。

## 評價

### 正面
會議通過以公正的方法對待法國，使戰勝國和戰敗國分別消失，促進歐洲和平；法國回復正常地位也加強國際局勢的均衡狀態

### 負面
不過，會議表面上雖然成功，但在背後各國的不和是顯而易見的。英國不願干預歐洲各國內政和俄、奧力主鎮壓革命顯示了重大分岐，標示了英國往後的任何取向皆有可能獨立於在東歐的盟國。會議否定了沙皇亞歷山大一世多項理想式的建議，使他的由浪漫主義過渡到保守主義，最終轉為反動。會議同時否決多項英國、俄羅斯及普魯士的建議，鑑於這些建議或多或少都會替提出建議的國家帶來利益，故三國也或多或少受到削弱，使得居中的奧地利重中取利，而奧地利的成功也鞏固梅特涅的外交地位，標誌著他往後在歐洲進一步的影響會不斷加強